# 草柳悟堂
草柳 悟堂（くさやなぎ ごどう、1969年10月17日 - ）は、QAB琉球朝日放送の報道記者・アナウンサー。
元KBC九州朝日放送アナウンサー・報道部ニュースキャスター。

## 略歴・人物
福岡県立修猷館高等学校を経て中央大学卒業。大学時代には関根勤司会の視聴者参加番組「クイズ!早くイッてよ」（フジテレビ）に出場したことがある。大学卒業後、1992年にアナウンサーとしてKBCに入社。同期に西村香織と影平晶がいる。
アナウンサー時代は報道番組や、大相撲ダイジェストの九州場所担当司会等を務めた。2003年にアナウンス部より報道部へ異動し、夕方のローカルニュース『KBCニュースピア630』『スーパーJチャンネル九州・沖縄』のメインキャスターのほか、同局から放送される報道特別番組もほぼ草柳がメインを張っていた。
KBCが2006年12月1日に地上デジタル放送を最後発組として開始したことで、『ニュースピア』はこれに伴ってリニューアルされることとなり、キャスターが近藤鉄太郎に交代することとなった。その前日、最後の出番となった日の締めに、KBCを退職しロースクール（法科大学院）へ進学することを明らかにした。
2010年10月にKBCと同じテレビ朝日系列のQABに中途入社し、記者として報道の現場に復帰した。

### こぼれ話
- 『ニュースステーション』で中継を担当した際、久米宏に「すごい名前のアナウンサー」と紹介されたことがある。
- ちなみに『ニュースピア』ではその久米を意識しているのか、番組のエンディングにフリートークを披露するのが恒例となっていた。

## QABでの担当番組
- Qプラス（2013年4月から）
- ステーションQ（2013年3月まで）
- QABニュース（不定期）

## KBCでの担当番組
- KBCニュースピア
- ほっと540九州沖縄
- るり色の砂時計　番組開始時のナレーター。一度だけ温泉リポートを行った経験がある
- スーパーJチャンネル九州・沖縄
- 九州街道ものがたり（朗読）
- 大相撲ダイジェスト（大相撲九州場所担当司会）